# تپه شناسوند ۳
تپه شناسوند ۳ مربوط به دوران‌های تاریخی پس از اسلام است و در شهرستان تاکستان، روستای شناسوند واقع شده و این اثر در تاریخ ۲۵ اسفند ۱۳۷۹ با شمارهٔ ثبت ۳۱۸۲ به‌عنوان یکی از آثار ملی ایران به ثبت رسیده است.